# Nakatsu (métro d'Osaka)
Nakatsu (中津駅, Nakatsu-eki) est une station du métro d'Osaka sur la ligne Midōsuji dans l'arrondissement de Kita à Osaka.

## Situation sur le réseau
La station Nakatsu est située au point kilométrique (PK) 5,4 de la ligne Midōsuji.

## Histoire
La station a été inaugurée le 24 septembre 1964.

## Services aux voyageurs

### Accès et accueil
La station est ouverte tous les jours.

### Desserte
- Ligne Midōsuji :
  - voie 1 : direction Nakamozu

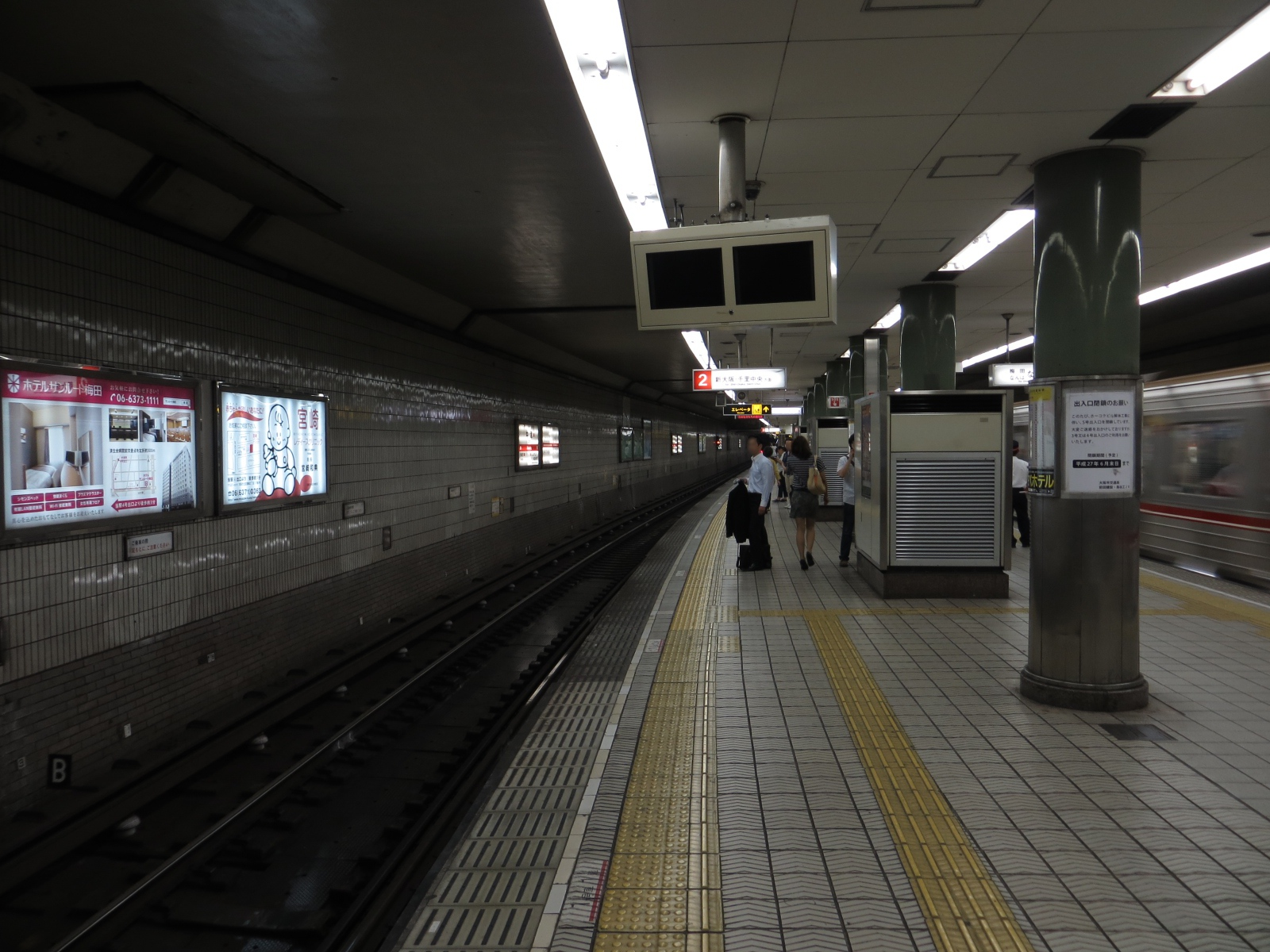
Quai de la ligne Midōsuji

  - voie 2 : direction Esaka (interconnexion avec la ligne Kitakyu Namboku pour Minoh-kayano)

## Environs
- Pias Tower
- Applause Tower
- Siège de Mainichi Broadcasting System